# Rio Araquá
Rio Araquá är ett vattendrag i Brasilien.   Det ligger i delstaten São Paulo, i den sydöstra delen av landet, 800 km söder om huvudstaden Brasília.
Omgivningarna runt Rio Araquá är en mosaik av jordbruksmark och naturlig växtlighet. Runt Rio Araquá är det ganska glesbefolkat, med 47 invånare per kvadratkilometer.